# Tour de Flandes 1949
El Tour de Flandes 1949 és la 33a edició del Tour de Flandes. La cursa es disputà el 10 d'abril de 1949, amb inici a Gant i final a Wetteren després d'un recorregut de 260 quilòmetres. El vencedor final fou l'italià Fiorenzo Magni, que s'imposà als belgues Valère Ollivier i Briek Schotte. Aquesta fou la primera victòria d'un ciclista italià en aquesta clàssica i la primera d'un ciclista no belga des que el suís Heiri Suter guanyà el 1923.

## Classificació final
|    | Ciclista                    | Equip              | Temps      |
| -- | --------------------------- | ------------------ | ---------- |
| 1  | Fiorenzo Magni (ITA)        | Wilier-Triestina   | 7h 21' 00" |
| 2  | Valère Ollivier (BEL)       | Bertin-Wolber      |            |
| 3  | Briek Schotte (BEL)         | Alcyon-Dunlop      |            |
| 4  | Ernest Sterckx (BEL)        | Alcyon-Dunlop      |            |
| 5  | Raymond Impanis (BEL)       | Alcyon-Dunlop      |            |
| 6  | André Declerck (BEL)        | Bertin-Wolber      |            |
| 7  | Louis Caput (FRA)           | Olympia-Dunlop     |            |
| 8  | Lode Anthonis (BEL)         | Erka               |            |
| 9  | Maurice Diot (FRA)          | Mercier-Hutchinson |            |
| 10 | Martin van den Broeck (BEL) | Starnord-Wolber    |            |